# Patricia Bay
Patricia Bay är en vik i Kanada.   Den ligger i provinsen British Columbia, i den södra delen av landet, 3 600 km väster om huvudstaden Ottawa.
Runt Patricia Bay är det tätbefolkat, med 286 invånare per kvadratkilometer.